# Боливија на Светском првенству у атлетици на отвореном 2023.
Боливија је учествовала на 19. Светском првенству у атлетици на отвореном 2023. одржаном у Будимпешти од 19. до 27. августа деветнаести пут, односно, учествовала је на свим првенствима до данас. Репрезентацију Боливије представљала је 1 атлетичарка која се такмичила у ходању на 20 км.,
На овом првенству атлетичарка Боливије није освојила ниједну медаљу, нити је остварила неки резултат.

## Учесници
Жене: 
- Ангела Меланија Кастро Чиривечз — 20 км ходање

## Резултати

### Жене
| Атлетичарка                     | Дисциплина   | Лични рекорд | Квалификације | Квалификације | Полуфинале | Полуфинале | Финале   | Финале       | Детаљи |
| Атлетичарка                     | Дисциплина   | Лични рекорд | Резултат      | Место         | Резултат   | Место      | Резултат | Место        | Детаљи |
| ------------------------------- | ------------ | ------------ | ------------- | ------------- | ---------- | ---------- | -------- | ------------ | ------ |
| Ангела Меланија Кастро Чиривечз | 20 км ходање | 1:30:33 НР   |               |               |            |            | 1:40:01  | 39 / 40 (48) |        |